# バトラー

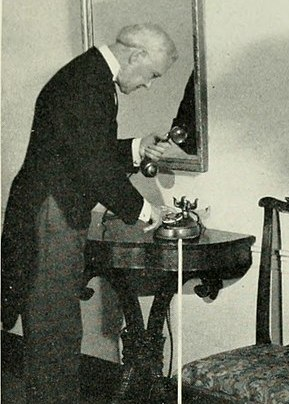
1922年頃のイギリスのバトラー

バトラー（英語: butler）とは、上位の家事使用人。最近では執事とも訳される。
数あるイギリスの家事使用人の中でも最上級の職種のひとつであり、フットマン（従僕）を勤め上げた者がバトラーに昇格した。上流階級の家庭、あるいは裕福な中流最上層の家庭にいた。それより下の層の家庭にはいなかった。
原義は「酒瓶を扱う者」で、酒類・食器を管理し主人の給仕をするという原義相当の職務に加え、主人の代わりに男性使用人全体を統括し、その雇用と解雇に関する責任と権限を持つ。多くの場合、ヴァレット（従者）を兼ね、主人の身の回りの世話をするとともに、私的な秘書として公私に渡り主人の補佐をした。

## 地位
屋敷内でのバトラーはハウス・スチュワード（家令）に次ぐ地位にあり、グルーム・オヴ・ザ・チェンバーズ（客室係）、フットマンなどの下級の男性使用人全体を統括する立場にあった。
地下室や台所で雑魚寝の下級使用人とは異なり、バトラーは通常、個室を持つことが許されており、大きな屋敷のバトラーであれば身の回りの世話に専属の使用人が割り当てられた。またフットマンが華美な仕着せをあてがわれていたのとは対照的に、バトラーは私服（unlivery）の使用人であり、主人と同様に「ジェントルマン」の服装をすることが許されていたが、その際には故意に流行遅れのズボンを着用したり、ネクタイをふさわしくない色に変えることなどで主人に仕える使用人としての立場を示していた。

## 職務
本来の職務は主人への給仕と、（従僕を従わせる手段としての）酒類や食器類の管理である。それらに加え、他の男性使用人の監督、灯りの準備、戸締まり、火の始末など全体的な管理業務も行う。専任のヴァレットが置かれない場合は主人の身の回りの世話も行う。
スチュワードとは使用人のトップでバトラーよりも上の立場の者。敷地・領地を管理する「ランド」と屋敷を管理する「ハウス」の2人がいる場合があった。スチュワードとバトラーは本来は別の役名だが、兼任することもあった。日本では両方とも「執事」と訳している例もある。
- 屋敷、土地、領地の管理
  - 財産管理は本来はスチュワードが行っていた。いない場合はバトラーが兼任することもあった。
- 使用人の管理
  - バトラーは男性使用人を統括していた（ハウスキーパーは女性使用人を統括し、彼女は女主人に仕えていた）。
- 主人の服の準備
  - 本来は今で言うスタイリストやヘアメイクアーティストといった従者が行っていた。3人くらいで主人の身支度を行っていた様子。
- お茶、料理の給仕
  - 召使によってワゴンは配膳口まで運ばれ、そこで執事に料理が手渡された。
- 靴紐結び

### 給仕
食事の際、バトラーは主人への給仕を行った。しかし全ての料理がバトラーの手によって運ばれたわけではなく、最初の料理を供した後は主人の左後ろに控え、他の使用人の運んできた料理の覆いを外したり、ワインを注いだりする以外はフットマンやパーラー・メイドなど下級使用人が行った。召使によってワゴンは配膳口まで運ばれ、そこで執事に料理が手渡された。

### 食器の管理
ヨーロッパ文化圏で食器は古くは東洋から渡来した磁器、または銀器が使われ、非常に高価であり、来客に所有者の財力を誇示する富と権力の象徴であった。銀器はすぐ黒ずみ、取り扱いに特別な注意を要し、常に磨き上げられていなければならなかったし、洗い残しや破損などはあってはならなかった。このような高価な食器類は、不届きな使用人によって「紛失」されることのないよう、厳重に管理する必要があった。そのため、執事の部屋は食器室と直接通じていた。この食器室に主人側が食事の時に使う食器が有り、その貴重な食器と銀製品も執事が管理していた。

### 酒類の管理
食器以外にも酒類を管理する必要があった。ビールの醸造やワインの瓶詰めなどに関する技術と知識が必要とされ、食器室のみならずワイン貯蔵庫もバトラーの管理下にあった。ワインの品質に関する知識もバトラーに不可欠だった。ヴィクトリア朝の特徴の1つである大量の食品添加物や不純物はワインにも混入されており、バトラーはそれらを除去する清澄方法に熟知している必要があった。バトラーは消費された量と補充した量を記録したが、しばしば酒蔵管理者としての立場を就業時間内外の個人的飲酒に悪用することがあった。

### 監督
バトラーを置くような大邸宅であれば、最低でも料理人、フットマン1人から複数、数人のハウス・メイドやナース・メイドといった女性使用人（メイド）を雇用していた。女性使用人は女主人かその代理であるハウスキーパー（家政婦）が管理し、男性使用人はバトラーが統括した。複数のフットマンを雇用する屋敷であれば、仕事の大部分を彼らに割り振ることができたが、フットマンが1人しかいない場合はバトラーとフットマン、双方ともにハードワークとならざるを得なかった。

### 食事
- ハウスキーパーの部屋で他のアッパー・サーヴァント（上級使用人[注釈 1]）たちと一緒に食べた。
- スティ・ルーム・メイドがテーブルに布をかけ、ナイフやフォークスプーンなどを並べた。
- 給仕はスチュワーズ・ボーイ（給仕見習い）が行った。
- 理解のある雇い主は使用人の食事中、呼び出しのベルを鳴らさなかった。
- 以下に、メニューと提供時間の一例を示す。
  - 朝食 夏8:00 - 、冬8:30 - 
    - ハム
    - コールドローストビーフ 
    - ボイルドポーク
    - ベーコンエッグ
    - トースト
    - バター&ジャムなどのコールドミート
      - ハウスキーパーが茶を注ぎ、バトラーが肉を切り分けた。

  - 昼食（ディナー） 13:00 - 
    - 火を通した肉料理
    - 野菜料理
    - スイーツ （プディング、タルト、アイスクリームなど）
    - パン
    - チーズ
      - アッパー・サーヴァントとロワー・サーヴァント[注釈 2]（下級使用人）共に使用人部屋で肉、野菜料理を食べ、その後アッパー・サーヴァントたちはハウスキーパーの部屋に移動してスウィートとパンとチーズを食べた。

  - お茶 16:00 - 17:00
    - コック以外のアッパー・サーヴァントがハウスキーパーの部屋でお茶を摂った。

  - 夕食 20:00 - 21:00
    - アントレ
    - デザート
      - アッパー・サーヴァントたちは正装して夕食を食べた。

### 現在

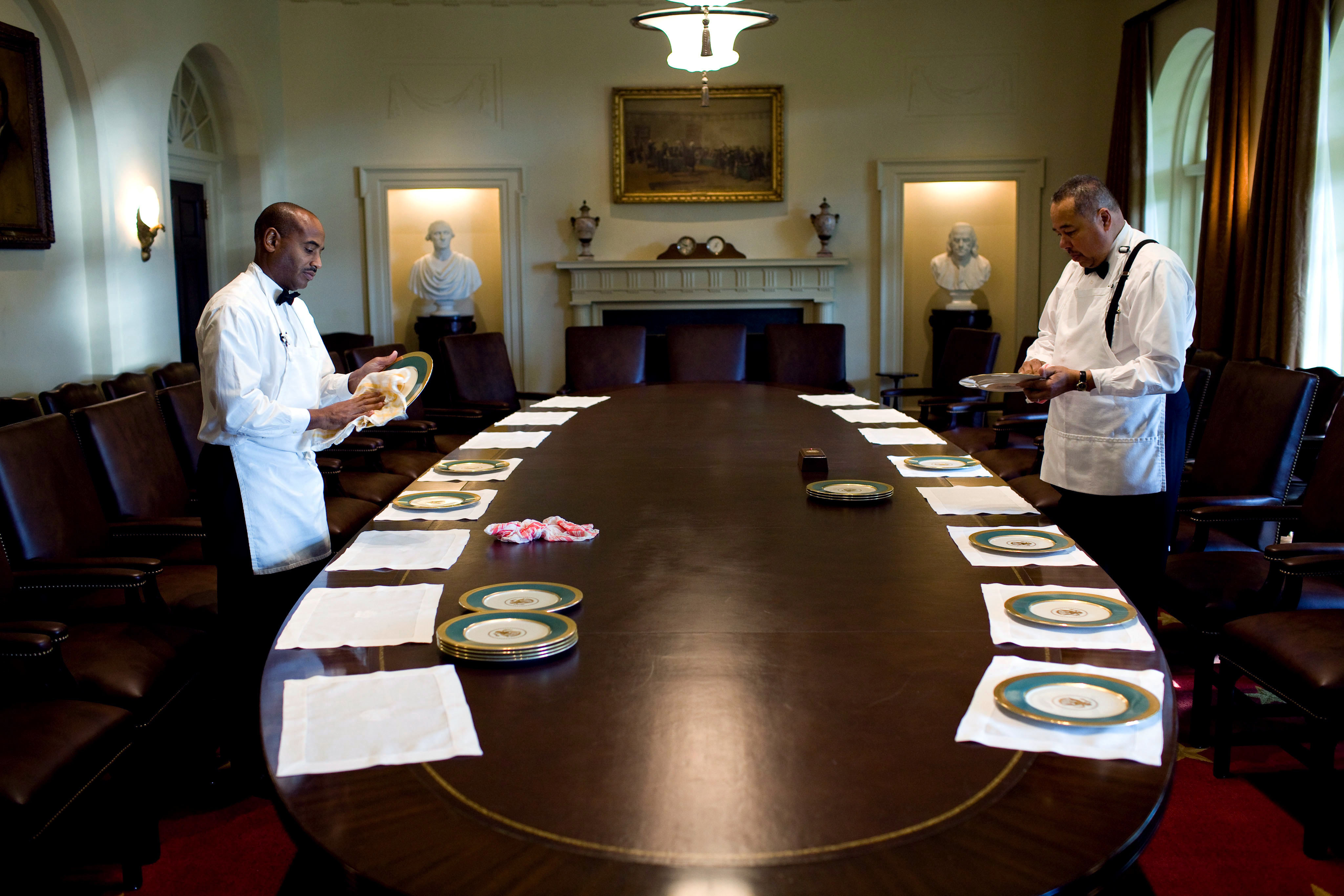
ホワイトハウスのバトラー、ロン・ガイ（左の人物）

家事使用人を雇用するという慣行は下火となったが、現在でも絶えたわけではない。バトラーの存在も同様で、現在でも生き続けている。現在のバトラーは使用人の管理者というよりも、秘書・運転手・側近の三者を兼ねた存在である。
使用人そのものの減少により、現在ではフットマンから叩き上げてバトラーになることはもはやほとんどないが、特定の機関でバトラーとなるための専門教育を受けることができる。ロンドンの養成学校は週末だけの入門コースから5週間続くコースまであるという。日本の養成学校は不定期で1週間から数週間続くコースがある。
ホワイトハウスでは多数のバトラーを雇用している。人材育成は行っておらず一流ホテルやレストランで働く優秀な者をヘッドハンティングしている。
英国式の作法を身に着けたバトラーに対する需要が中国、ロシア、中東などの新興国を中心に高まっており執事の中には年間15万ポンド稼ぐ人もいる。

## バトラーを扱ったフィクション
本場であるイギリスやアメリカの作品について解説する。

### イギリス
まずバトラーの本場であるイギリスの作品について説明すると、イギリス文学でバトラーの仕事を主題にした文学作品としては、ジョナサン・スウィフトの1731年の皮肉や風刺に満ちた作品『奴婢訓』、P・G・ウッドハウスの1923年のユーモア小説『比類なきジーヴス』、カズオ・イシグロの1989年の小説『日の名残り』などがある。
2010年から放送されたイギリスのテレビドラマ『ダウントン・アビー』では、1912年ころのイギリス北東部ヨークシャーの伯爵家の執事とその下で働く家事使用人の仕事・役割・人間関係・悩み・喜びなどが詳細に描かれている。日本語版では「執事」「フットマン」「従者」と役割ごとに区別して訳されている。
イギリスで1960年代から放送され、高視聴率となった人形劇特撮テレビ番組『サンダーバード』ではアロイシャス・パーカーという、射撃や金庫破りが得意な、赤鼻の老人の執事が登場する。もとは裏社会の人物で、犯罪歴や収監歴があり、その黒い経歴を見込まれてレディ・ペネロープに拾われ、サンダーバードのエージェントとなり、レディ・ペネロープを助けるために裏社会の経験やコネを活用する。赤鼻だからという理由だけでなく、裏社会出身なので「ものごとの裏側を独特の"嗅覚"で察知する能力に秀でている」という意味でも、"Nosey"（鼻）というあだ名で呼ばれている。

### アメリカ
アメリカ映画では2013年の『大統領の執事の涙』などがある。
アメリカのコミック『アイアンマン』には、エドウィン・ジャービスという執事が登場する。ハワード・スタークの代からスターク家に仕える執事であり、空軍に所属していた経歴の持ち主で料理の腕前もプロ並み。トニー・スタークの家庭教師役となり、後に親友となった。アベンジャーズが結成されたあとは、アベンジャーズの本部兼住居で執事として働いている、という設定である。
エドウィン・ジャービスはマーベルの連続テレビドラマ『エージェント・カーター』（2015年〜　）でもスターク家の執事として登場し、主人のハワード・スタークを救うために大活躍した。なお、2008年の映画『アイアンマン』には、人工知能の執事であるen:J.A.R.V.I.S.（ジャービス）が登場するが、これはエドウィン・ジャービスが没した後にスターク家の御曹司トニー・スタークが開発した人工知能であり、エドウィン・ジャービスにちなんでJ.A.R.V.I.S.と命名した、という設定である。

## 日本国内のバトラー

### 日本でのバトラーの訳語としての「執事」の始まり
最近では、バトラーの訳語として「執事」が充てられることが多くなった。ただし、これは最近のことである。
2000–2002年の『日本国語大辞典』第二版は、日本語の「執事」に上級使用人としての語義を掲載していなかった、『大辞林』第三版（2006年）も同様であった。だが2019年の『デジタル大辞泉』（2019年8月版）は、「貴族・富豪などの大家にあって、家事を監督する職。また、その人。」と、バトラーに近い語義を「執事」の第一義として掲載している。
近代までの日本語において「執事」に「上級使用人」という語義はなく、多くの場合は執行官や執政官、家令の長官（家宰）を意味した。

### 日本国内でのバトラーに似た職の始まり
日本での執事の歴史は、2000年代にサブカルチャーの影響により出現した執事喫茶スワロウテイルなどが始まりであり、戦前にも使用人やお手伝いなどはいたが、執事という名称では呼ばれておらず、明治初期ではあくまで国が定める職員に近かった。ホテルでの限定的なバトラーサービスではなく自宅で体験できるヨーロッパやアメリカの執事たちのような伝統的な執事のサービスにおいては、日本バトラー＆コンシェルジュ株式会社が富裕層向けに始めたサービスが始まりだった。
2020年代には、執事喫茶の他に家族レンタルサービス会社が出現、イギリスの本物の執事という意味ではプロトコールマナーと英国式マナーをベースとした所作を取り入れている新井直之が代表取締役社長を務める日本バトラー&コンシェルジュ株式会社サービス会社に入社するか、昔ながらの直接、雇い主に雇用される方法の他、英国大使館仕込みの帝国ホテルのバトラーサービスなどがある。
レンタル執事、執事カフェなどでは、サブカルチャーに影響されている影響で燕尾服を着用するが、現実的に執事のサービスを行う会社などはスリーピースの着用が基本である。

### 日本の漫画での執事
日本の漫画で執事を描いたものとしては、枢やな『黒執事』や畑健二郎『ハヤテのごとく!』などがある。『エロイカより愛をこめて』ではコンラート・ヒンケルが登場した。

### 日本国内のフィクションでの執事の名前
日本の漫画、アニメ、ゲームに登場する男性の執事の名前として「セバスチャン」がよく挙げられるが、決して多くないとの指摘もある。
1974年のアニメ『アルプスの少女ハイジ』にセバスチャンが登場している。漫画では1989年に描かれた『ちびまる子ちゃん』に「ホームヘルパーのセバスチャン」と、言葉は違うが家を任せられる存在として使われている。
1991年に漫画『サディスティック・19』で執事のセバスチャンが登場、作中では本当は崇一郎という名前である日本人の彼が仕える重政家の令嬢、桂子の言いつけで、ある日突然、セバスチャンと呼ばれることになった経緯が語られている。そのとき、もう1つの候補として「ギャリソン」の名前が出ており（garrisonとは陸軍の駐屯地のこと）、1978-1979年のアニメ『無敵鋼人ダイターン3』の執事「ギャリソン時田」が由来とみられる。そのため『サディスティック・19』は「執事の名前といえばセバスチャン」とするイメージのルーツの1つだとの見方がある。2003年の漫画『TO THE CASTLE』の執事、セバスチャンは本名はラモン・ボンヅゥオだが、マユリの「執事っていえばセバスチャンじゃない?」との発言によりそう名乗ることになった設定で、この時期には「執事の名前といえばセバスチャン」とするイメージが成立していたと考えられる。
『アルプスの少女ハイジ』から『サディスティック・19』までは時間が空いており、前者のセバスチャンは執事ではなく使用人とされているため影響があったのかは定かではなく、見た目も執事を連想させやすいわけではないが、原作小説ではほとんど執事といえることや、時間が空いていても子供のときの記憶が残っていることで『アルプスの少女ハイジ』のセバスチャンは執事であり「執事の名前といえばセバスチャン」との認識ができることは想定できる。1989年の漫画『星くずパラダイス』の執事、セバスチャンは1978年のアニメ『ペリーヌ物語』の執事、セバスチャンが由来で、ドイツ出身なのは『アルプスの少女ハイジ』からだが、『星くずパラダイス』発表当時は「執事の名前といえばセバスチャン」とするイメージはなかったと思われる。なお『アルプスの少女ハイジ』は1970年代に再放送が少なくとも3度、『ペリーヌ物語』は1980年と1989年に再放送が行われ、後者は『サディスティック・19』『星くずパラダイス』発表時期と近い。
また、セバスチャンを「セバス」と略して呼ぶこともあるが、これも『サディスティック・19』で描写されている。